# Ischnura sanguinostigma
Ischnura sanguinostigma är en trollsländeart som beskrevs av Fraser 1953. Ischnura sanguinostigma ingår i släktet Ischnura och familjen dammflicksländor. Inga underarter finns listade i Catalogue of Life.